# Jeux floraux (Catalogne et Valence)
Pour les articles homonymes, voir Jeux floraux (homonymie).
Les Jeux floraux (en catalan Jocs florals ; Jochs florals en catalan ancien ; ou encore Jocs de la Gaia Ciència) sont des joutes poétiques en langue catalane instaurées à Barcelone et à Valence au XIXe siècle, inspirées de celles autrefois célébrées en langue occitane par l'Académie des Jeux floraux du Languedoc.
L'instauration des Jeux floraux marque une étape importante dans le mouvement de renouveau des langue et culture catalanes connu sous le nom de Renaixença (« Renaissance »), et qui en Catalogne constitue le prélude à la politisation du catalanisme.
Au début du XXe siècle, ils inspirent l'instauration des Jeux floraux internationaux, concours espérantiste similaire célébré en Catalogne.

## Origines
Tout d'abord, les Jeux floraux furent à l'époque instaurés dans la Rome Antique, se célébrant du 28 avril au 3 mai, en l'honneur de la déesse Flora. Quant à leur célébration, elle est annuelle depuis 173 A.C et comme pour la majorité des jeux romains, elle avait une connotation religieuse. 
Mais, l'origine des Jeux floraux de Catalogne et Valence se trouve dans ceux que célébrait l'Académie des Jeux floraux de Toulouse, instaurés en 1323 et célébrées jusqu'en 1484, auxquels participaient également des troubadours et poètes de la couronne d'Aragon comme Bernat de Palaol. En effet, durant cette époque, la langue occitane était considérée comme la langue savante. Elle était très utilisée dans des manifestations littéraires, notamment poétiques. 
À partir de 1393, et à l'initiative du roi Jean Ier d'Aragon, les jeux furent instaurés à Barcelone et se tinrent jusqu'à la fin du XVe siècle sous la bienveillance des monarques de la couronne d'Aragon. Les cérémonies de remise des prix se déroulaient dans le Salon des Cent, dans la mairie de Barcelone. 

## Jeux floraux de Barcelone
Le premier dimanche de mai 1859, les Jeux floraux sont réinstaurés à Barcelone à l'initiative d'Antoni de Bofarull et Víctor Balaguer, sous le slogan Patria, Fides, Amor (« Patrie, foi, amour ») en référence aux trois prix traditionnels : la Fleur naturelle ou prix d'honneur (octroyée à la meilleure poésie amoureuse), l'Églantine d'or (à la meilleure poésie patriote) et la Violette d'or et d'argent (au meilleur poème religieux). Celui remportant éventuellement les trois prix est investi du titre de « Maître en gai savoir ». Il existe également des prix exceptionnels comme la Coupe artistique, concédée à la meilleure composition en prose, ou d'autres procurés par des mécènes ou des institutions particulières.
Les Jeux reçoivent le soutien d'amples secteurs intellectuels ou politiques de Catalogne, contribuant à conférer un certain prestige à la littérature catalane savante. Ils sont à l'origine de la manifestation de divergences concernant le modèle de langue à adopter : Marià Aguiló défend un modèle prenant en considération les auteurs issus de toutes les variantes dialectales ; Antoni de Bofarull milite pour sa part pour l'adoption d'un modèle basé sur les classiques littéraires des XVIe et XVIIe siècles et le dialecte barcelonais ; il existe enfin une troisième voie (parfois partiellement convergente avec la précédente) ne disposant pas d'un défenseur notoire dans les Jeux et qui promeut l'utilisation du catalan contemporain parlé à Barcelone. 
Les Jeux floraux rassemblent des participants issus d'idéologies distinctes et parfois opposées, en particulier républicains et conservateurs. Les discours tenus aux Jeux reflètent cette diversité idéologique et sont devenus un point de référence important dans l'étude du débat interne sur la langue et les évolutions rencontrées par les participants.
À partir de la fin du siècle, les Jeux commencent à être perçus comme une institution anachronique et diverses tentatives de modernisation ont lieu. La plus importante et celle de 1914, proposée par Josep Carner et ses proches, mais ne rencontre pas de succès significatif. Le point le plus débattu est la question de l'utilisation ou non de normes orthographiques conformes à celles récemment élaborées par Pompeu Fabra et promues par l'Institut d'Estudis Catalans. Le dilemme ne sera tranché qu'en 1934 avec l'adoption définitive de ces normes. Ainsi, l'adoption en 1932 des Normes de Castelló (adaptation au valencien des Normes ortogràfiques de 1913) et leur apparition dans les Jeux floraux de Valence tenus par l'institution Lo Rat Penat, précède l'adoption des normes de Fabra par les participants aux Jeux de Barcelone.
En raison de la répression des langues vernaculaires durant la Dictature de Primo de Rivera (1923-1930), les Jeux sont célébrés à Toulouse en 1924. En 1925, leur célébration étant interdite, ils sont remplacés par un hommage au cours duquel les maîtres en gai savoir encore en vie élisent les meilleurs poèmes des maîtres défunts. De 1926 à 1929, en l'absence de cérémonie publique la remise des prix se tient en privé, au domicile des présidents du consistoire des jeux.

## Les Jeux floraux durant l'exil
En raison de la guerre civile (1936-1939) puis de l'instauration de la dictature franquiste (1939-1975), le concours va se célébrer jusqu'en 1936. Par la suite, les Jeux floraux vont être repris par de nombreux Catalans qui furent exilés. Enfin, à partir de 1941, le concours prendra le nom de "Jeux floraux de la langue catalane" et sera ainsi célébré dans plusieurs endroits dans le monde. Les fonds d'archives des Jeux sont conservés par la municipalité de la ville.

## Rétablissement des Jeux floraux de Barcelone
En 1978, après le rétablissement de la démocratie, les Jeux floraux vont de nouveau se célébrer dans la ville de Barcelone ; même malgré le changement du règlement en 1981 et de la réforme en 1992. 
En 2006, un changement au niveau des prix y sera apporté ; en passant ainsi de trois prix en un unique prix, désormais appelé "Premi de Poesia Jocs Florals de Barcelona".
Ainsi, les diverses sources des Jeux floraux sont conservées dans les Archives historiques de la ville de Barcelone. Celles-ci comprennent les actes du Concile, la correspondance et les compositions présentées en concours couvrant la période de 1859 à 1982. 

## Jeux floraux de la ville et du royaume de Valence

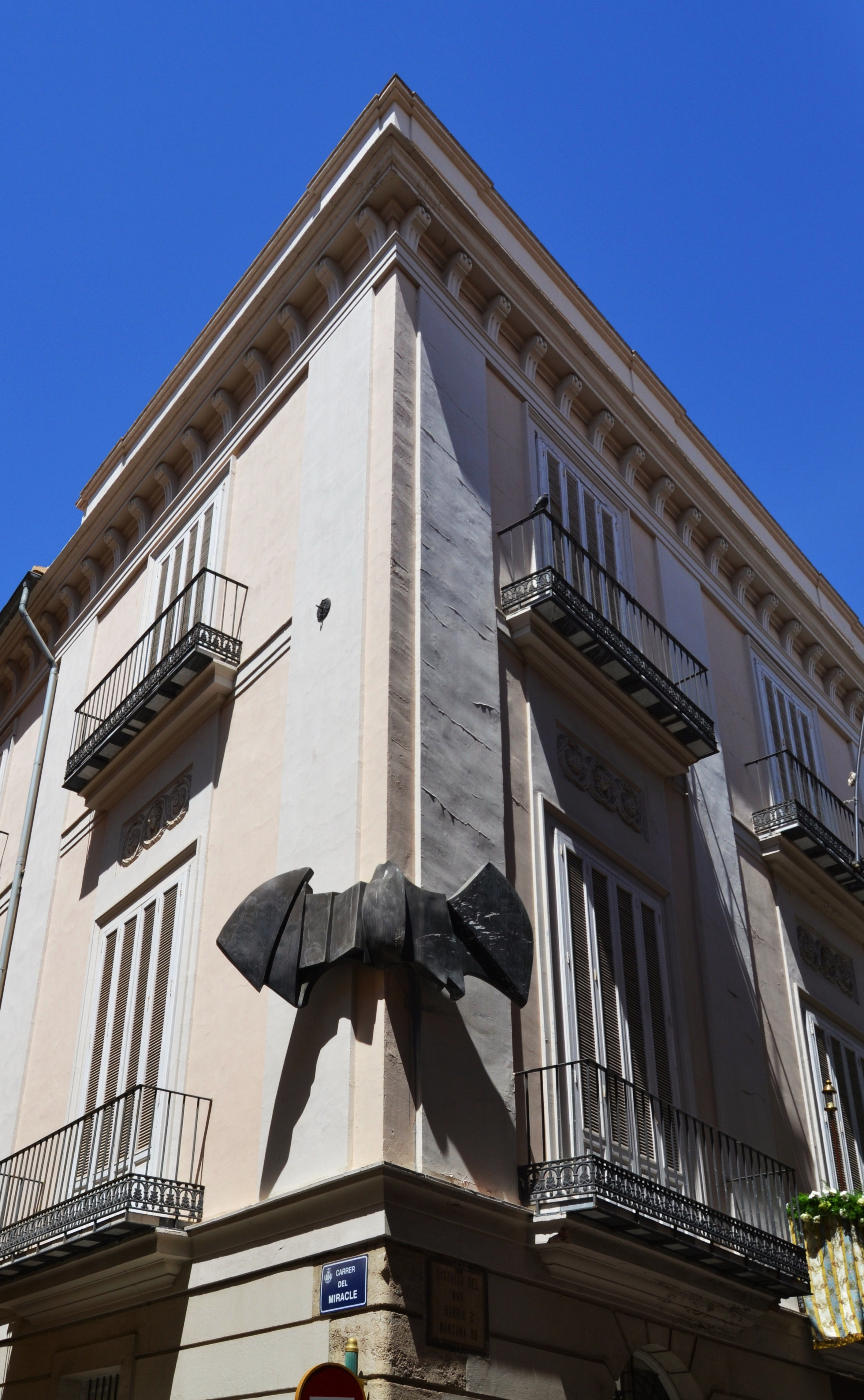
Lo Rat Penat.

Les Jeux floraux sont également introduits à Valence au XIXe siècle, sous la direction de l’association culturelle Lo Rat Penat et sous le nom de « Jeux floraux de la ville et du royaume de Valence » (Jocs Florals de la Ciutat i Regne de València). Les prix ordinaires sont au nombre de 17 et plusieurs autres prix sont décernés par des entités publiques ou privées (chacune des trois députations provinciales de la région, ainsi que la Généralité valencienne, l'archidiocèse de Valence etc.)
Depuis la fin des années 1970 et en conséquence du conflit identitaire de la Bataille de Valence survenu durant la Transition démocratique, les Jeux floraux accueillent des auteurs suivant les Normes del Puig, utilisées par des secteurs considérant le valencien comme une langue différente du catalan. Lors de l'année 2008, il y eut la célébration de la 125e édition.  
Malgré cela, d'autres Jeux floraux furent également célébrés notamment dans la ville de Nules (province de Castellón), sous le nom de Jocs Florals de la Vila de Nules. En 2008, ceux-ci fêtaient leur 55e édition.

## Quelques auteurs s'étant distingués par leur participation aux Jeux floraux
- Jacint Verdaguer
- Àngel Guimerà
- Narcís Oller
- Josep Maria de Sagarra
- Teodor Llorente
- Xavier Casp
- Olga Xirinacs
- Maria Lluïsa Ponsa
- Caterina Albert i Paradís, qui prend ensuite le pseudonyme Víctor Català[5]
- Dolors Monserdà
- Elisabeth Mulder[6]